# Hi-MD
Hi-MD是索尼在2004年1月時新宣布的媒體存儲格式，作為MiniDisc的後續格式，並在同年稍後正式公開發布。新開發的Hi-MD能夠在與MiniDisc相同大小的情況下，擁有1GB的大容量。不過後來Hi-MD被視為過時的格式，2011年時該格式最後的讀寫裝置停產。Hi-MD光碟在2012年9月回收已經賣出的光碟，不過更為常見的MiniDisc截至2015年10月為止仍然被使用著。